# وارونا سيتشويلو
وارونا ماسيغو سيتشويلو (ولدت 1976/1977) هي ممثلة بوتسوانية.

## المسيرة المهنية
وُلدت سيتشويلو في مدينة غابورون في بوتسوانا، لأم تعمل طبيبة نفسية وأب في المجال السياسي يدعى «إفرايم سيتشويلو»، فنشأت رفقة شقيقتها بين إثيوبيا وسوازيلاند وجنوب إفريقيا وبوتسوانا.
انتقلت بعدها إلى الولايات المتحدة للدراسة في جامعة فرجينيا للتقنية حيث تخرجت بشهادة في فنون المسرح. فبدأت حياتها العملية كمحررة فيديوهات ومذيعة إذاعية، كما قادها شغفها للقيام بجولة تمثيلية مع لاعبي أولني بولاية ماريلاند قبل أن تقرر العودة إلى بوتسوانا. حيث حصلت على أولى أدوارها من خلال لعب دور رفيقة السكن في الموسم الأول من برنامج الواقع «الأخ الأكبر إفريقيا» في عام 2003، وبالرغم من خسارتها في اخر موسم البرنامج أصبحت وارونا من نجوم بوتسوانا.
في عام 2007، انتقلت سيتشويلو إلى مونتريال لتعزيز مسيرتها التمثيلية، هناك شاركت العديد من المسرحيات في مونتريال، بما في ذلك «أميرة جوزة الطيب» و«الطفل الكندي الجديد» ودور صغير في الفيلم الأمريكي «سقوط البيت الأبيض (فيلم)» عام 2013.
في عام 2015 حصلت على دور البطولة في الفيلم الوثائقي الطبي غرفة الانتظار في مسرح تاراغون في تورنتو، وفي أكتوبر من نفس السنة، لعبت دور أوديت في مسرحية حالة الإنكار. لتتوالى مشاركاتها الفنية في العديد من الأعمال الأمريكية والكندية.

## حياتها الخاصة
بالإضافة إلى التمثيل، تستمتع وارونا بالطهي والقراءة.
تعيش وارونا سيتشويلو مع حبيبها «مايك باييت» وابنتها «كايا».

## أعمالها
- 2003: «الأخ الأكبر إفريقيا (مسلسل تلفزيوني)»
- 2009: «العدو المقاتل (فيلم قصير)»
- 2012: «سقوط قاتل»
- 2013: «سقوط البيت الأبيض (فيلم)»
- 2014: «19-2 (مسلسل)»
- 2014: «نورث بول (فيلم)»
- 2016: «كوانتيكو (مسلسل)»
- 2016: «هذه الحياة (مسلسل 2015)»
- 2017: «الاختفاء (مسلسل 2017)»
- 2018: «ديث وش (فيلم)»
- 2018: «علامة الميلاد (برنامج)»
- 2018: «موت وحياة جون ف. دونوفان»
- 2018: «المحققون (برنامج وثائقي)»
- 2018: «على أساس الجنس (مسلسل)»
- 2019: «أسرار قاتلة (مسلسل)»
- 2020: «زرع أعضاء (مسلسل)»

## روابط خارجية
وارونا سيتشويلو على موقع IMDb (الإنجليزية)
- وارونا سيتشويلو على موقع قاعدة بيانات الفيلم (الإنجليزية)